# Hitman: Enemy Within
«Hitman: Enemy Within» — це перша книга, написана за мотивами серії відеоігор Hitman. Автором книги став Вільям Дітц. 
Сюжет книги обертається навколо організації вбивць-за-наймом, що іменується Puissance Treize (з франц. «Тринадцять сильних»), яка намагається вбити найманця конкуруючої організації «Агентства» під кодовою назвою "Агент 47".

## Персонажі
- Агент 47 — найманець Агентства, центровий персонаж.
- Діана — диспетчер Агентства.
- Містер Нуо — голова Ради Агентства.
- Аристотель Торакіс — член Ради Агентства.
- Каберова — голова Пуйссанс Трез.
- П'єр Дуей — член Ради Пуйссанс Трез.
- Марла Нортон — найманець Пуйссанс Трез.
- Ал–Фулані — марокканський бізнесмен.

## Про автора
William Corey Dietz (Вільям Корі Дітц) — автор понад 30 творів, деякі з яких були перекладені на німецьку, російську та японську. Він народився в 1945 році, виріс в Сіетлі, працюючи у військово–морських силах як медик, після чого закінчив Вашингтонський Університет. Автор любить подорожувати — він побував на шести континентах, і прожив в Африці близько півроку. У різний час Вільям працював хірургом, викладачем, ньюсмейкером, теле–продюсером та директором PR–агентства. З 2002 року Дітц повністю пішов у творчість.